# Jasovská jaskyňa
Die Jasovská jaskyňa (deutsch Jossauer Höhle) ist die älteste zugängliche Höhle (eine Tropfsteinhöhle) in der Slowakei.

## Lage

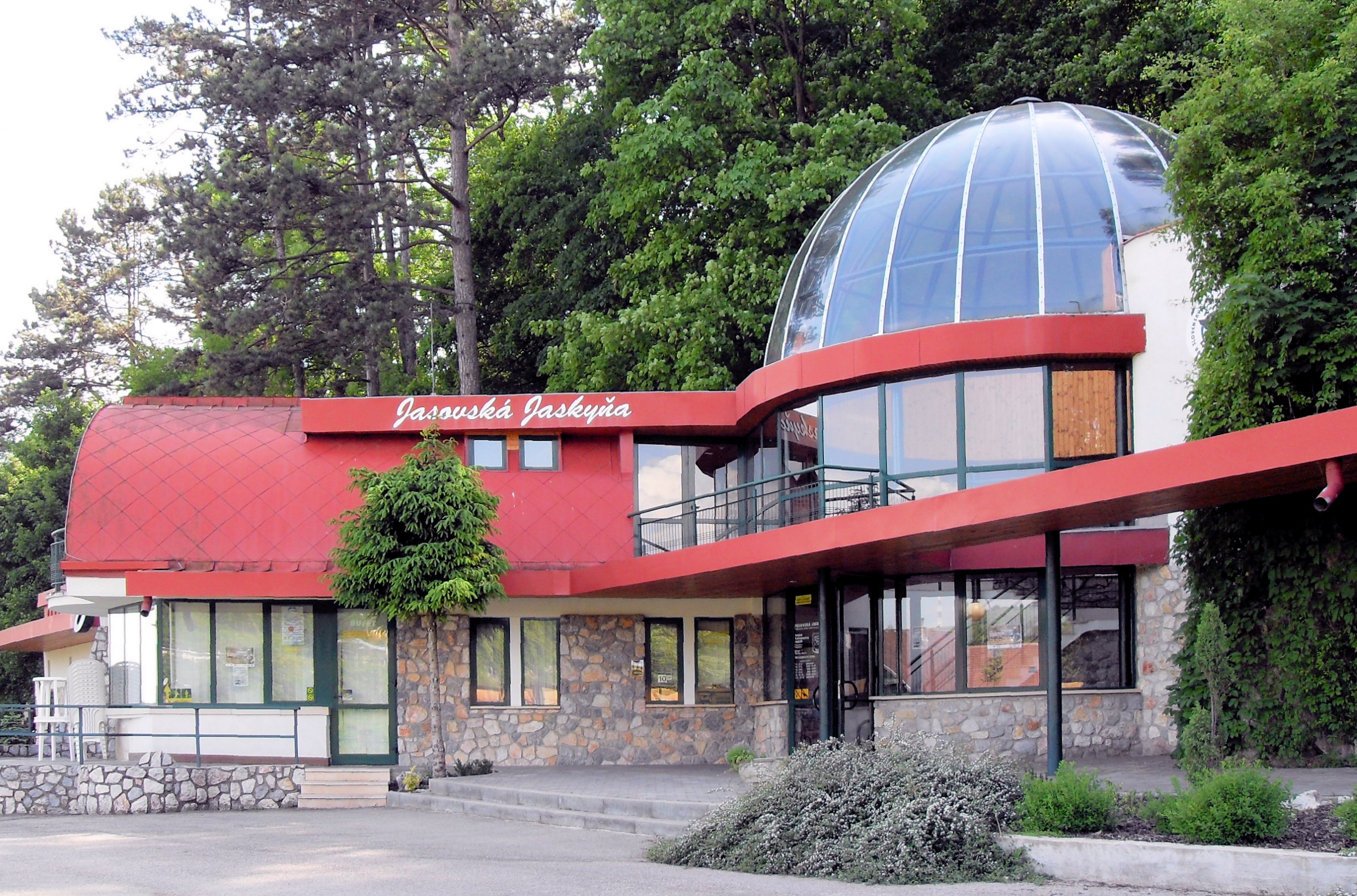
Eingangsbereich der Jossauer Höhle

Sie befindet sich in der Nähe eines Prämonstratenserklosters auf dem Gebiet der Gemeinde Jasov (deutsch Jossau) am Rande des Karstgebiets Slowakischer Karst (Slovenský kras) im Medzevská pahorkatina (deutsch Metzenseifen-Hügelland) am westlichen Rand des Jasovská planina (deutsch Jossau-Plateau). Sie liegt im „Nationalen Naturreservat“ Jasovské Dubiny auf dem Gebiet des Nationalparks Slowakischer Karst.

## Charakteristik
Die Höhle ist ganzjährig geöffnet. Von der Gesamtlänge 2.811 m sind 550 m zugänglich. In der Höhle sind 314 Stufen, der Besucher besteigt bei der Besichtigung 360 Stufen.
Mit ihren pagodenförmigen Stalagmiten, Stalagnaten, Schildern, Trommeln, Rörchen und anderen Sintergebilden gilt die Höhle als eine der wichtigsten Überwinterungsstätten von rund 20 Fledermausarten.

## Geschichte

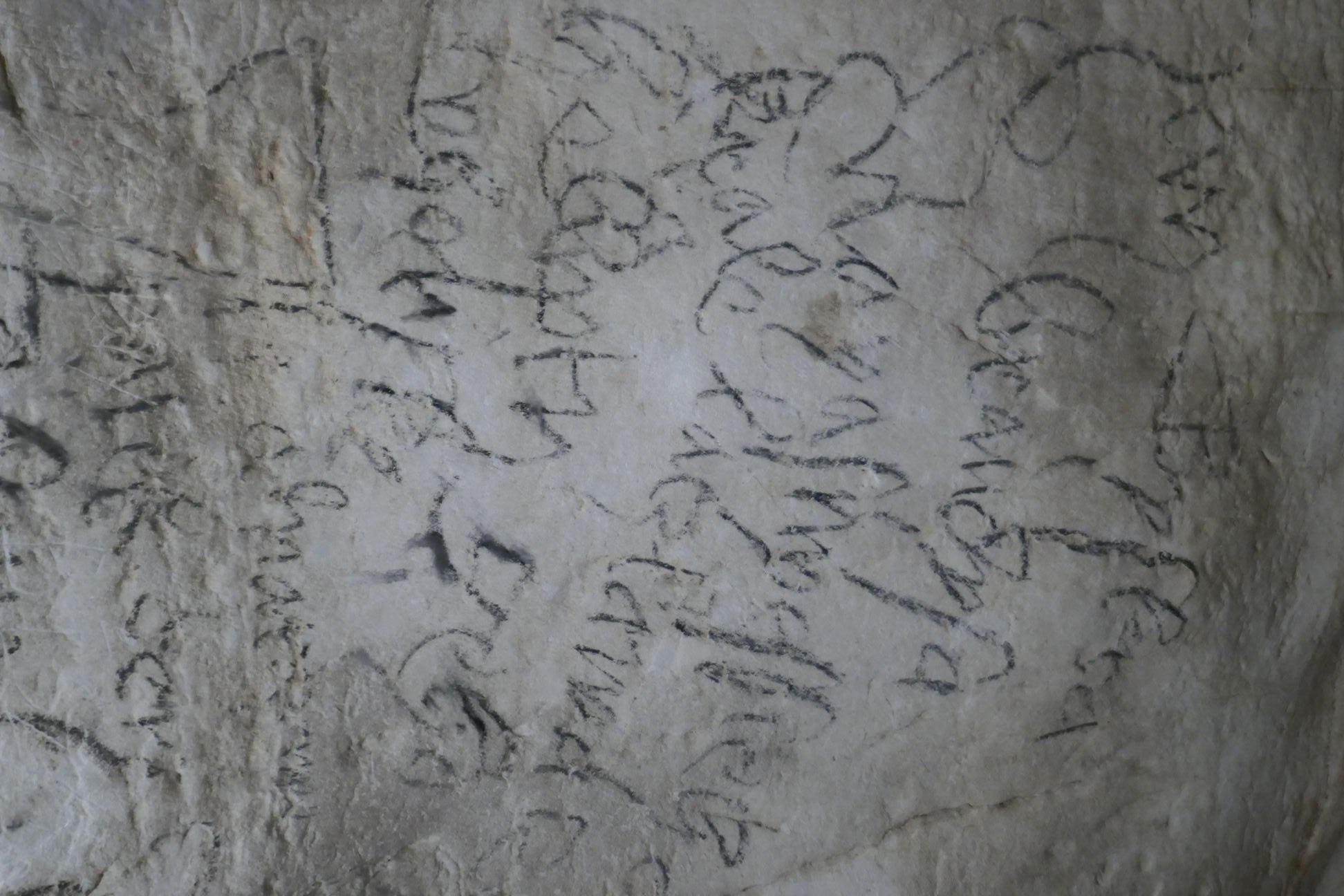
Jasovská jaskyňa Inschrift

Die Höhle ist dank den Strömungsaktivitäten des Flusses Bodva (deutsch Bodwa) entstanden. Die Höhle wurde schon in der Urzeit bewohnt (Funde der Altsteinzeit; Siedlungen aus der Jungsteinzeit, Bronzezeit, Hallstattzeit und der römischen Zeit).
Später war sie spätestens in der zweiten Hälfte des 12. Jahrhunderts wieder bekannt. Einer alten Legende nach entdeckte sie ein Mönch, der beim Sammeln von Heilkräutern einen Blick in die geheimnisvollen unterirdischen Räume wagte.
Von großem Wert sind historische Aufschriften auf den Wänden der Höhle. Die älteste stammt aus dem Jahr 1452, als sich hier Truppen von Johann Giskra aufhielten. Sie befindet sich im Hussitensaal und berichtet von einem Sieg der Truppen. 1780–1870 arbeitete hier ein Hochofen und eine Gießerei.
Die Höhle wurde zum ersten Mal schon 1846 zugänglich gemacht, als hier der Abt des Klosters, A. Richter, Treppen einbauen und Sicherungsmaßnahmen durchführen ließ. Dann verfielen jedoch die Anlagen und 1924 wurde die Höhle erneut zugänglich gemacht. Seit 1926 ist sie elektrisch beleuchtet.